# Halecania spodomela
Halecania spodomela är en lavart som först beskrevs av William Nylander och som fick sitt nu gällande namn av Michaela Mayrhofer. 
Halecania spodomela ingår i släktet Halecania och familjen Catillariaceae.  Arten är reproducerande i Sverige. Inga underarter finns listade i Catalogue of Life.